# Riou Mort (Lot)
Der Riou Mort ist ein Fluss in Frankreich, der im Département Aveyron in der Region Okzitanien verläuft. Er entspringt an der Gemeindegrenze von Saint-Christophe-Vallon und Escandolières, entwässert generell in nordwestlicher Richtung und mündet nach rund 23 Kilometern im Gemeindegebiet von Boisse-Penchot als linker Nebenfluss in den Lot.
Achtung: Nicht zu verwechseln mit dem gleichnamigen Gewässern, die in
- den Drac und
- die Ance

münden!

## Orte am Fluss
- Firmi
- Decazeville
- Viviez